# Simulium voltae
Simulium voltae är en tvåvingeart som beskrevs av Jean Charles Marie Grenier och Ovazza 1960. Simulium voltae ingår i släktet Simulium och familjen knott. Inga underarter finns listade i Catalogue of Life.